# عبدالله یکم تجیبی
عبدالله بن حکم تجیبی آخرین حاکم از دودمان بنوتجیب بود که بر ساراگوسا حکم می‌راند. او در ماه محرم سال 430 قمری (1038 میلادی) پسرعمویش منذر دوم را کشت و خود حاکم شد. حکومت او تنها یک سال دوام یافت و او در سال بعد (431 قمری - 1039 میلادی) درگذشت و حکومت به مستعین یکم از دودمان هودی رسید.